# Helen Knopp-Rupertsberger
Helen Knopp-Rupertsberger (auch Knopp oder Rupertsberger-Knopp; * 21. September 1942) ist eine österreichische Malerin, Textilkünstlerin, Lokalpolitikerin (Die Grünen – Die Grüne Alternative) im Wiener Gemeindebezirk Josefstadt und Hochschullehrerin.

## Leben und Wirken
Die in Wien lebende und arbeitende Künstlerin studierte an der Central School of Arts and Crafts in London und an der Akademie für Angewandte Kunst Wien. 
Sie arbeitete als Textiltechnikerin in London. Während ihres Aufenthalts in Kolumbien beriet sie handwerkliche Genossenschaften. In New York City war sie mit Entwürfen und technischen Arbeiten bei einer Textilfirma tätig. 15 Jahre lang übte sie eine Lehrtätigkeit an der Universität für künstlerische und industrielle Gestaltung Linz aus. Einige Jahre führte sie gemeinsam mit Michael C. Niki Knopp die Galerie A41, Galerie im Hof, in Wien. Sie scheint als Mitarbeiterin des Bezirksmuseums Josefstadt auf.
Sie ist seit 1978 Mitglied des Vereins Künstlerhaus Wien, und seit 1982 der Künstlervereinigung MAERZ.
Im Rahmen ihres parteipolitischen Engagements initiierte sie die Anbringung einer Gedenktafel für Hugo Bettauer (* 18. August 1872; † 26. März 1925), Schriftsteller, Journalist und Opfer des Nationalsozialismus.
Knopp-Rupertsberger ist die Nichte des Geigers Leopold Föderl und vermachte dessen Nachlass dem Archiv der Wiener Philharmoniker.

## Publikationen
- Fritz Riedl. Ein Beitrag zur österreichischen Textilkunst, Wien, Eisenstadt, 1991
- Mit anderen: Meine Stadt. Josefstadt, Wien, 2014

## Auszeichnungen
- Würdigungspreis des Bundesministeriums für Unterricht und Kunst, 1968
- Goldene Ehrenmedaille der Gesellschaft bildender Künstlerinnen und Künstler Österreichs
- Goldene Medaille (1987) und Goldener Lorbeer (2013) des Vereins Künstlerhaus Wien[6]